# Тургунов, Тулкунбай Бултуралиевич
Тулкунбай Бултуралиевич Тургунов (род. 6 февраля 1977) — узбекский боксёр, призёр чемпионата мира 1999г, победитель чемпионата Азии 1999г. Заслуженный спортсмен Республики Узбекистан (2000).
Родился в 1977 году в Ильичёвске. В 1999 году завоевал золотую медаль на чемпионате Азии, серебряную медаль чемпионата мира. В 2000 году принял участие в Олимпийских играх в Сиднее, но занял там лишь 9-е место.